# Дуброва (Речицкий район)
Дубро́ва (бел. Дуброва) — деревня в Заходовском сельсовете Речицкого района Гомельской области Беларуси.

## География

### Расположение
В 40 км на северо-запад от Речицы, 15 км от железнодорожной станции Бабичи (на линии Гомель — Калинковичи), 90 км от Гомеля.

## Транспортная сеть
Транспортные связи по просёлочной, затем автомобильной дороге Светлогорск — Речица. Планировка состоит из дугообразной улицы, близкой к широтной ориентации, к которой с запада и севера присоединяются 3 короткие прямолинейные улицы. На севере обособленный участок застройки. Жилые дома деревянные, усадебного типа.

## История
По письменным источникам известна с XIX века как селение в Якимовослободской волости Речицкого уезда Минской губернии. В 1879 году пазначанаў Кокуевском церковном приходе.
С 8 декабря 1927 года до 30 августа 1927 года и c 1930 года по 31 октября 2006 года центр Дубровского сельсовета Горвальского, с 4 августа 1927 года Речицкого, с 20 февраля 1938 года Василевичского, с 16 сентября 1959 года Речицкого районов Гомельского (до 26 июля 1930 года) округа, с 20 февраля 1938 года Полесской, с 8 января 1954 года Гомельской областей.
В 1930 году организован колхоз имени В. И. Ленина, работала кузница. Во время Великой Отечественной войны партизаны в феврале 1943 года обезоружили опорный пункт, созданный оккупантами в деревне. В июне 1943 года каратели полностью сожгли деревню и убили 36 жителей. 82 жителя погибли на фронте. Согласно переписи 1959 года в составе колхоза «Путь Ленина» (центр — деревня Заходы). Действовали Елизаровичское лесничество, кирпичный завод, 9-летняя школа, библиотека, фельдшерско-акушерский пункт, клуб. На данный момент действует библиотека, клуб, ферма, травмпункт и 2 магазина.
До 31 октября 2006 года центр Дубровского сельсовета, согласно Решению Гомельского областного совета депутатов Дубровский сельсовет переименован в Заходовский сельсовет с переносом центра сельсовета в деревню Заходы.
В состав Дубровского сельсовета входили до середины 1930-х годов посёлок Восход, до 1939 года — деревни Бежков и Стража, до 1995 года — посёлок Новосвятое (в настоящее время не существуют).

## Население

### Численность
- 2004 год — 78 хозяйств, 170 жителей.

### Динамика
- 1897 год — 33 двора, 251 житель (согласно переписи).
- 1908 год — 41 двор, 266 жителей.
- 1940 год — 140 дворов, 651 житель.
- 1959 год — 382 жителя (согласно переписи).
- 2004 год — 78 хозяйств, 170 жителей.